# لیندزی لرنس
لیندزی لرنس (انگلیسی: Lindsay Lawrence؛ دارنده مدال برنز در بازی‌های جهانی ۱۹۸۵ در تکواندو است.